# Condado de Burt

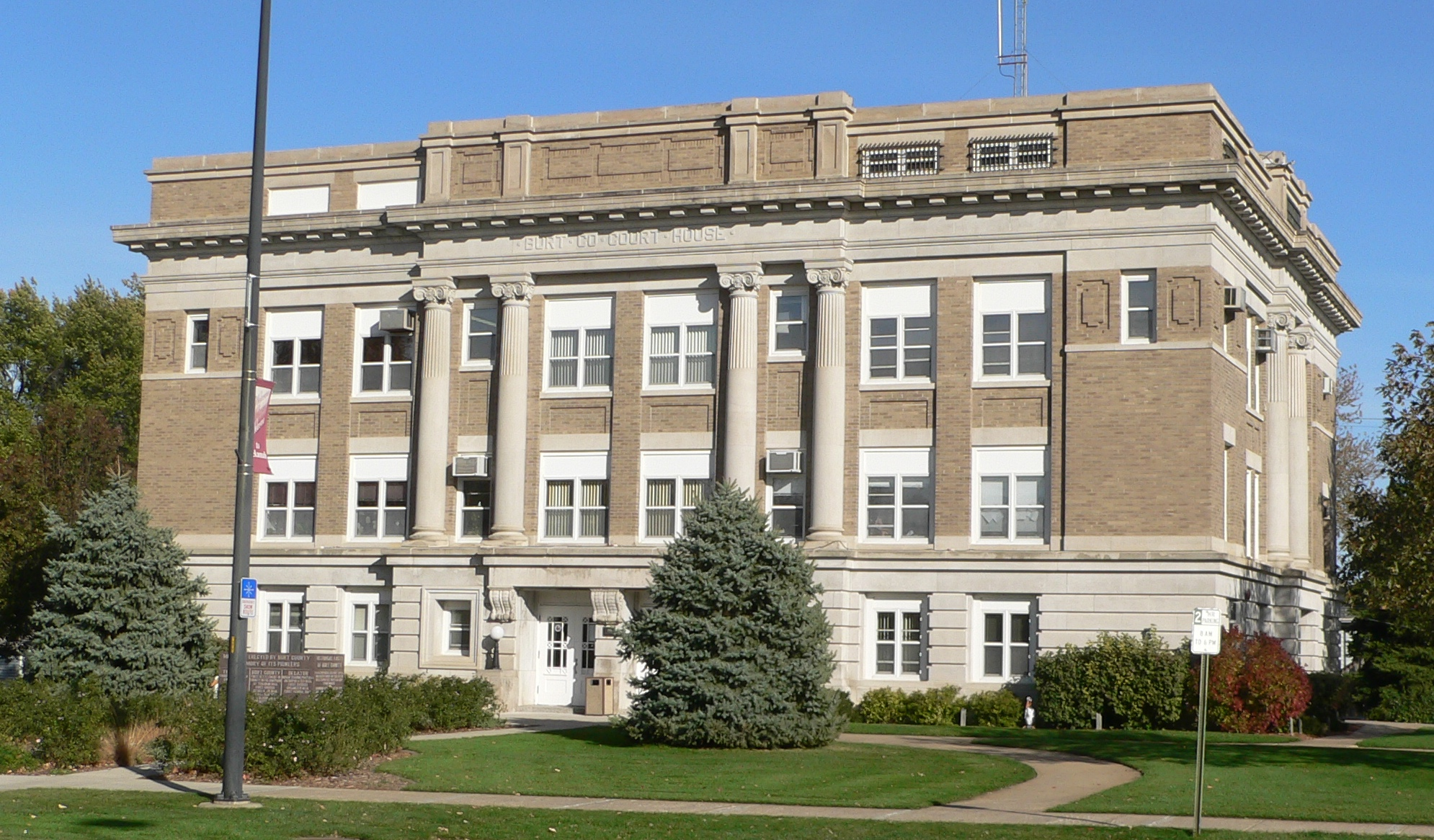
Tribunal do condado de Burt em Tekamah, Nebraska

O Condado de Burt é um dos 93 condados do estado norte-americano de Nebraska. A sede do condado é Tekamah, que é também a sua maior cidade. O condado tem uma área de 1287 km² (dos quais 10 km² estão cobertos por água), uma população de 7791 habitantes, e uma densidade populacional de 6 hab/km² (segundo o censo nacional de 2000). Foi fundado em 1854 e o seu nome é uma homenagem a Francis Burt (1807-1854), que foi o primeiro governador do Território do Nebraska.